# Fila Brasileiro
Fila Brasileiro er en hunderace af molossertypen fra Brasilien. Det er en fuldvoksen mastifftype som er kendt for sit meget skarpe temperament, og primært benyttes som vagthund og selskabshund. Hundens mistænksomhed overfor fremmede kaldes på portugisisk for ojeriza. Fila betyder "bide fast" eller "holde i fast greb".
Racen er blandt andet forbudt at besiddelse og avle i Danmark. Desuden er det forbudt at besidde og avle krydsninger, hvori racen indgår.

## Raceforbud
Den 1. juli 2010 blev den nuværende hundelov vedtaget i det danske Folketing, hvor racen Fila Brasileiro blev inkluderet i listen over forbudte hunde, der således blev ulovliggjort.
Fila Brasileiro betegnes som en kamp- og muskelhund.
Der eksisterer en såkaldt overgangsordning for hundeejere, som allerede på tidspunktet for vedtagelse af hundeforbuddet var i besiddelse af Fila Brasileiro.
Endvidere er Fila Brasileiro forbudt i Norge og Storbritannien.

## Udstillingsforbud
Justitsministeriet har meddelt Dansk Kennelklub (DKK), at det ikke er tilladt at udstille forbudte hunderacer uden mundkurv. DKK har derpå valgt, at fila brasileiro ikke kan udstilles.